# Пестово (Тюменская область)
Пестово — село в Викуловском районе Тюменской области России. Входит в состав Балаганского сельского поселения.

## История
В «Списке населенных мест Российской империи» 1871 года издания (по сведениям 1868—1869 годов) населённый пункт упомянут как казённая деревня Пестова Ишимского округа Тобольской губернии, при озере Кривом, расположенная в 120 верстах от окружного центра города Ишим. В деревне насчитывалось 59 дворов и проживал 251 человек (129 мужчин и 122 женщины).
В 1926 году в деревне имелось 100 хозяйств и проживало 522 человека (226 мужчин и 296 женщин). Функционировала школа I ступени. В административном отношении являлась центром Пестовского сельсовета Викуловского района Ишимского округа Уральской области.
Родовое имение семьи Пестовых. Судя по тому, что по переписи село шло как "казенное", то это была заимка (земля заимствовалась у царской семьи для ЛПХ без купчей). В их владении находился мыловаренный завод. Экспроприировано государством после революции 1917 года. Наследник хозяина завода Сергей со своей женой и сыном Григорием начали мытарство по Западной Сибири с ярлыком "подкулачник". После участия в ВОВ на Японском фронте в звании рядового единственный сын Сергея Григорий вернулся в Голышмановский район, женился на пензенской казачке Анне Семёновне Исаевой, которая родила ему двух сыновей и трех дочерей. На конец 2023 года в живых осталась младшая дочь Людмила Григорьевна ( проживает в с. Солобоево, Исетского района, Тюменской области ), сыновья наследников по мужской линии не оставили.

## География
Село находится в восточной части Тюменской области, в таёжной зоне, в пределах юго-западной части Западно-Сибирской низменности, к западу от реки Ишим, на расстоянии примерно 20 километров (по прямой) к юго-юго-востоку (SSE) от села Викулова, административного центра района. Абсолютная высота — 69 метров над уровнем моря.
Климат
Климат континентальный с суровой холодной зимой. Годовое количество осадков — 417 мм. Средняя температура января составляет −18,9 °C, июля — +18 °C. Продолжительность периода с
устойчивым снежным покровом — 161 день.
Часовой пояс
Село Пестово, как и вся Тюменская область, находится в часовой зоне МСК+2. Смещение применяемого времени относительно UTC составляет +5:00.

## Население
| 2010 |
| ---- |
| 161  |

Гендерный состав
По данным Всероссийской переписи населения 2010 года в гендерной структуре населения мужчины составляли 44,1 %, женщины — соответственно 55,9 %.
Национальный состав
Согласно результатам переписи 2002 года, в национальной структуре населения русские составляли 93 % из 215 чел.

## Улицы
Уличная сеть села состоит из двух улиц и одного переулка.